# بلد

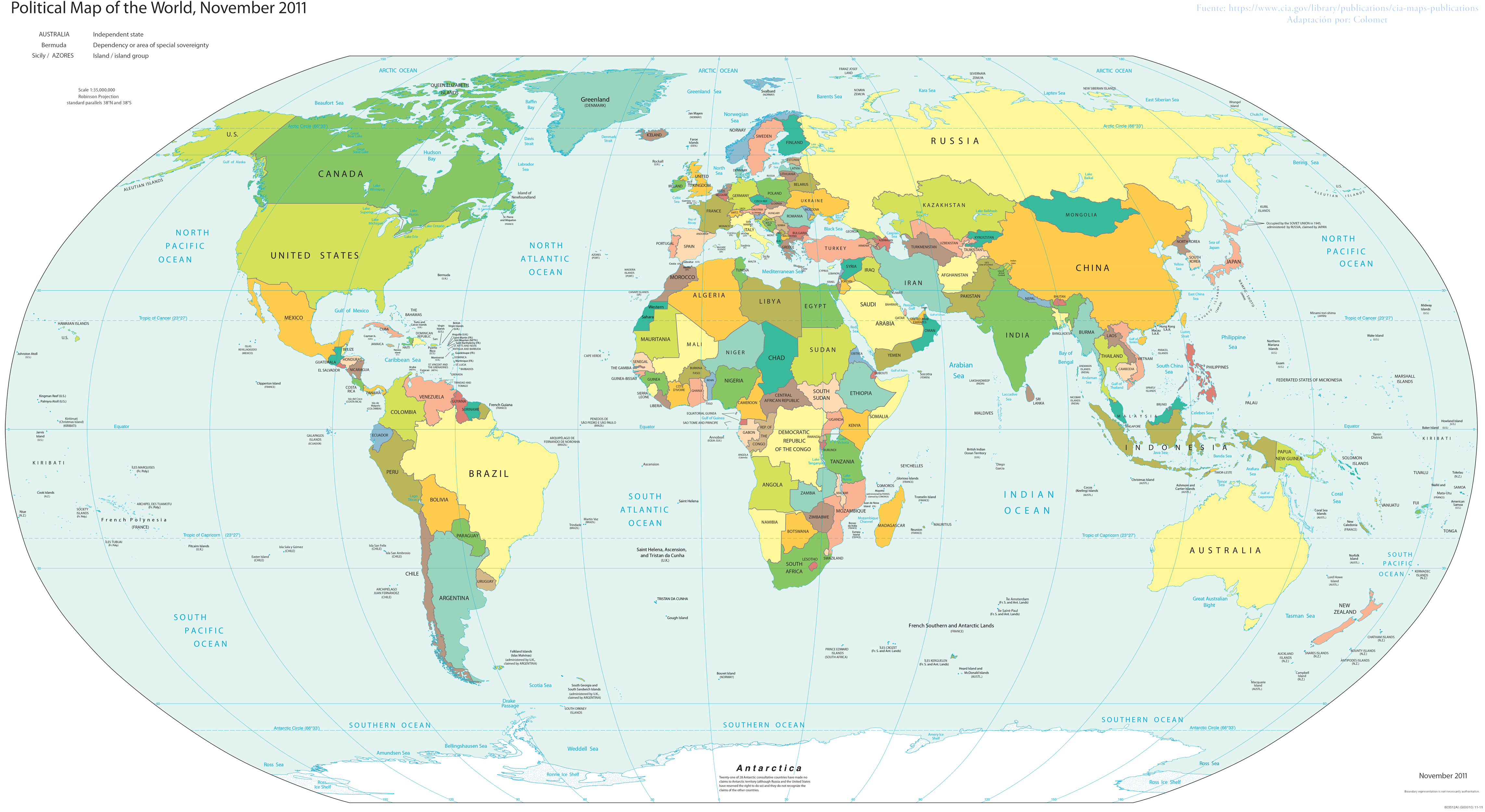
خريطة تبين الدول التي لديها اعتراف كامل ودولة واحدة غير عضو في الأمم المتحدة؛ ولا تظهر بعض المناطق المتنازع عليها حتى سنة 2011

البلد في الجغرافيا والسياسة الدولية هو أرض جغرافية. يستعمل مفهوم البلد أو البلاد كمفهوم يدل على الوطن (الكيان الثقافي) والدولة (الكيان السياسي). تميل العديد من التعاريف إلى وضعه كمعنى يصف الدولة فقط، إلا أن الاستعمال العام أوسع من ذلك.
فهناك الكثير من الدول التي لا نستطيع ان نقيمها كبلدان لعدة أسباب سيتم شرحها في نهاية هذه المقالة.
هناك عشرات الأراضي غير المملوكة الأخرى التي تشكل بلدانا جغرافية، ولكنهم ليست دولا ذات سيادة. العديد من الدول لها تبعيات وراء البحار، مع كون الأرض والمواطنين منفصلين عنها. تلك التبعيات لها بعض مميزات البلدان وتندرج أحياناً كذلك.

## خصائص البلدان
البلاد لها عادة حكومتها الخاصة والإدارة والقوانين؛ وفي أغلب الأحيان لها دستور، وشرطة، وجيش، وقواعد ضريبة، والسكان الذين يدعون بالمواطنين. يشكلون سوية ما سماه بنيديكت أندرسن بالجالية المتخيلة.
وهذه هي خصائص البلدان
كذلك أنها هي الجزء الوحيد الموحدة في العالم
والبلد يمثل غالبا قومية واحدة إلا القليل من البلدان التي تنطوي تحت لوائها أكثر من قومية.

## أنواع البلدان
- الدولة، وهي أرض مستقلة مع حكومة لها سكان وسيادة على تلك الأرض. كامل الكتلة اليابسة للعالم (ما عدا القارة القطبية الجنوبية)، سوية مع البحار الساحلية، تعتبر دول مقسمة. هناك حالياً 193 دولة معترف بها بواسطة الأمم المتحدة.
- الوطن أو الأمة، مجموعة من الناس لهم هوية مشتركة يشكلون دولة قومية أو يتطلعون لتشكيل دولة. هذا النوع من البلدان يشير على الأرجح إلى مجموعة لها أصل عرقي مشترك، أو لغة، أو دين، أو تاريخ (حقيقي أو متخيل). التعبير أصبح مرادفاً للبلاد حيث الأمم بدون السيادة (أو الأمم التي ليست دولاً) تهدف لتمييز أنفسها بنفس الدول ذوات السيادة.
- البلدان التأسيسية، ثلاثة من الأجزاء التأسيسية للمملكة المتحدة، الذين بأنفسهم قد يعتبرون بلداناً وهم: إنجلترا، وآيرلندا الشمالية، واسكتلندا، وويلز. آيرلندا الشمالية تعتبر أحياناً أيضاً محافظة من المملكة المتحدة.

## وصلات خارجية
- The CIA World Factbook
- Country Portals from the وزارة الخارجية الأمريكية, including Background Notes
- Country Profiles from بي بي سي نيوز
- Country Studies from the مكتبة الكونغرس